# Pilotrichella attenuata
Pilotrichella attenuata är en bladmossart som beskrevs av Brotherus 1913. Pilotrichella attenuata ingår i släktet Pilotrichella och familjen Meteoriaceae. Inga underarter finns listade i Catalogue of Life.